# 唐守勳
唐守勳（1511年—1559年），字允懋，廣東廣州府番禺縣人，民籍，明朝政治人物。

## 生平
廣東鄉試第十四名舉人。三十四年歲中式嘉靖二十三年（1544年）甲辰科會試第四十六名，登第三甲第三十四名進士。歷官福建閩縣知縣，因丁憂去官。起補貴溪縣。遷南京戶部主事，歷南户部山东司署郎中。嘉靖三十八年（1559年），擢拔為興化知府，抱病起程，未至，卒於贛州。年僅四十九。

## 家族
曾祖唐廣基；祖父唐景華；父唐絅，號東陵；母譚氏（1489年-1564年），封太安人。具庆下。弟唐守明，嘉靖丙午举人，任江西临江府通判；唐守文，嘉靖壬子举人，任福建寿宁县知县；唐守謨、唐守敬